# Санчо I (король Наварри)
Са́нчо I (ісп. Sancho I, бл. 865 — 925) — король Памплони (Наварри) (905—925). Засновник королівської династії Хіменес.

## Біографія

### За часів Інігес
Син Гарсії II, сеньйора Алаба, та Даділдіс де Пальяр. Був родичем династії Інігес, що тоді правила Памплоною. В часи правління короля Гарсії Інігеса керував долиною Онселья. Тоді отримав сеньйорію Вальдонселью.

### Правління
У 905 році було посаджено на трон Памплони Альфонсо III, королем Астурії, і Рамоном II, графом Пальяром, які повалили Фортуна I. Останнього запроторено до монастиря. Одружився з онукою короля Фортуна I Тодою, щоб зміцнити своє становище.
Санчо I успішно боровся проти маврів, значно розширивши південні межі королівства. У 907 році переміг Мухаммада ібн-Туджибі, валі Сарагоси. 911 року переміг коаліцію військ Арагону, мусульманських валі Мухаммадом аль-Тавіля з Уески і Абдуллаха ібн-Лубба з Тудели. В результаті Арагон визнав зверхність Памплони.
У 917 році Санчо I об'єднався з Ордоньйо II і переміг мусульман у битві при Сан-Естебан-Гормасі.  У 920 році у битві при Вальдехункері наваррське військо зазнало поразки від маврів на чолі із еміром Абдаррахманом III. Останній після цього сплюндрував більшу частину королівства Санчо I. Того ж року король в союзі з Бернардом I, графом Рібагорси, валі Амром ібн-Мухаммадом переміг емірів Сарагоси і приєднав до своїх володінь Нижню Наварру і всю область Нахеру.
Він став першим християнським монархом Піренейського півострова, що почав карбувати власну монету, також організував систему володінь, яка проіснувала в Наваррі і Арагоні до XIII ст.
У 923 році в союзі з леонськими військами здійснив успішний похід проти мусульманських володінь, зайнявши область Ла-Ріоху, Естелла. Наступного року вів оборонні бої проти маврів, що намагалися відвоювати захоплені християнами землі. Спроби Санчо I протидіяти ворогові виявилися невдалими: було зруйновано Памплону. Водночас король Наварри зумів зберегти військо й після відходу мусульман відновив владу над усіма своїми областями.
Незадовго до смерті, в 924 році, в подяку Богу за перемоги над арабами Санчо I заснував монастир в Альбельда і вигнав з королівства всіх мусульман. Владу успадкував син Гарсія.

## Родина
Дружина — Тода, донька Аснара Санчеса, графа Арагону.
Діти:
- Гарсія (919—970), король у 925—970 роках
- Уррака (д/н—956), дружина Раміро II, короля Леону
- Онека (д/н—931), дружина Альфонсо IV, короля Леону
- Санча (д/н—бл. 963), дружина Ордоньйо II, короля Леону
- Веласкіта (д/н), дружина Міньо Велас, графа Алави
- Орбіта (д/н)